# 石米努草
石米努草（学名：Minuartia laricina）是石竹科米努草属的植物。分布于朝鲜、俄罗斯以及中国大陆的黑龙江、吉林、内蒙古等地，生长于海拔430米至1,600米的地区，多生于桦林和针叶林林缘，目前尚未由人工引种栽培。